# Anna Deparnay-Grunenberg
Anna Deparnay-Grunenberg (ur. 5 czerwca 1976 w Berlinie) – niemiecka polityk i samorządowiec, deputowana do Parlamentu Europejskiego IX kadencji.

## Życiorys
Córka Francuzki i niemieckojęzycznego Szwajcara. Kształciła się na Uniwersytecie Albrechta i Ludwika we Fryburgu i na University of British Columbia, studiowała leśnictwo i ochronę środowiska. Pracowała jako badaczka, m.in. w Umweltakademie w Badenii-Wirtembergii. W 2015 zaczęła prowadzić własną działalność gospodarczą w branży szkoleniowej.
Zaangażowała się w działalność polityczną w ramach Zielonych, do których dołączyła w 2007. W 2009 uzyskała mandat radnej miejskiej w Stuttgarcie, a w 2014 została przewodniczącą frakcji radnych swojego ugrupowania. W 2017 z ramienia Europe Écologie-Les Verts kandydowała do francuskiego Zgromadzenia Narodowego w jednym z okręgów dla diaspory.
W wyborach w 2019 z listy niemieckich Zielonych uzyskała mandat eurodeputowanej IX kadencji.